# Ammoniumhydrogensulfid
Ammoniumhydrogensulfid ist eine chemische Verbindung aus der Gruppe der Ammoniumsalze und Hydrogensulfide.

## Gewinnung und Darstellung
Lösungen von Ammoniumhydrogensulfid können hergestellt werden, indem man Schwefelwasserstoffgas durch konzentriertes Ammoniak leitet.
{\displaystyle \mathrm {NH_{3}+H_{2}S\rightleftharpoons (NH_{4})HS} }

## Eigenschaften
Ammoniumhydrogensulfid ist ein instabiles, hygroskopisches, farbloses Pulver mit charakteristischem Geruch. Es bildet orthorhombische oder tetraederförmige Kristalle mit der Kristallstruktur P4/nmm. Kommerziell ist es als 40%ige Lösung verfügbar, da diese stabiler ist als der Feststoff. Die Verbindung zerfällt leicht zu Ammoniak und Schwefelwasserstoff, was ihren charakteristischen Geruch ausmacht. Beim Erhitzen zersetzt sich Ammoniumhydrogensulfid, wobei nitrose Gase, Schwefelwasserstoff, Ammoniak und Sulfide entstehen.
Mit Schwefel reagiert die Verbindung zu Diammoniumtrisulfid (einem Ammoniumpolysulfid).
{\displaystyle \mathrm {2\ (NH_{4})HS+2\ S\rightarrow (NH_{4})_{2}S_{3}+H_{2}S} }

## Verwendung
Ammoniumhydrogensulfid wurde aufgrund seines Geruchs in Stinkbomben verwendet. Dieser Einsatz ist jedoch nach Richtlinie 76/769/EWG und der Bedarfsgegenständeverordnung nicht zugelassen in Scherzartikeln und Gegenständen, wie z. B. Niespulver und Stinkbomben.
In der anorganischen Chemie kann Ammoniumhydrogensulfid zur Ausfällung metallischer Kationen als ein Trennungsgang in der qualitativen Analyse verwendet werden.